# Eleanor de Montfort
Eleanor de Montfort, född 1252, död 19 juni 1282, var furstinna av Wales 1275-1282 genom sitt äktenskap med Llywelyn den siste. Hon var dotter till Simon de Montfort, 6:e earl av Leicester och Eleanor av England. Hon blev den sista furstinnan av Wales innan den engelska erövringen 1283. Hon är också den första dokumenterade person som använde titeln furstinna av Wales.

## Biografi
Eleanors far dödades 1265. Han hade då en allians med Llywelyn den siste, prins Gwynedd, och de hade informellt kommit överens om att Llywelyn och Eleanor skulle gifta sig. Efter Simons död tvingades dock hans familj att fly från England, och Eleanors mor tog henne till exil i Frankrike.
1275 utformades ett äktenskapskontakt mellan Eleanor och Llywelyn, och paret vigdes i bådas frånvaro. Eleanor reste därefter mot Wales sjövägen för att undvika England. Hennes skepp gensköts av "pirater" lejda av hennes kusin kung Edvard I av England, som höll henne i fångenskap, huvudsakligen på Windsor Castle.  Eleanor frigavs efter att Aberconwyfördraget 1278. Hon och Llewelyn gifte sig därefter i bådas närvaro i Worcester Cathedral.
Trots åldersskillnaden tros äktenskapet ha varit lyckligt. Eleonor avled i banrsäng vid födelsen av sitt enda barn, Gwenllian, 1282.